# Кинберг Батра, Анна
Анна-Мария Кинберг-Батра (по шведски произносится Анна Щинберй Батра, урождённая Кинберг, родилась 14 апреля 1970 года в Стокгольме) — шведский политик. Она является лидером Умеренной коалиционной партии в парламенте с 2010 года. Она была членом парламента с 2001 по 2002 года и является депутатом с 2006 года. 9 декабря 2014 года, после поражения на выборах в парламент 14 сентября 2014 года, нынешний лидер партии Фредерик Рейнфельдт решил уйти в отставку. Таким образом, Анна Кинберг Батра стала первой женщиной-лидером партии умеренных.

## Биография
Анна Кинберг-Батра родилась в Стокгольме, но выросла в Дюрсхольме. Прапрадед - Юхан Густав Яльмар Кинберг, зоолог, врач и ветеринар.
Детство она провела в Нидерландах и с тех пор говорит на голландском Батре Кинберг было тринадцать лет, когда она присоединилась к партии умеренных. Она училась деловому администрированию в Стокгольмской школе экономики и изучала также французский, голландский и политологию в Стокгольмском университете.

## Политическая карьера
Она была избрана членом Совета графства Стокгольма и муниципального совета в муниципалитета Нака. До всеобщих выборов 2006 она работала в Стокгольмской торговой палате, а до этого она работала в разных компаниях, в частности консультантом по связям с общественностью. Анна Кинберг-Батра является автором книги «Индия — от несчастий к великой державе»
Кинберг стала известна широкой общественности, когда она заявила, что «люди из Стокгольма умнее, чем люди из сельской местности» во время своей избирательной кампании 1998 года. Позже она извинилась за это утверждение.
С 2015 по 2017 год возглавляла Умеренную коалиционную партию.

## Личная жизнь
Замужем за комиком Дэвидом Батра, от которого имеет дочь.